# Takemoto Kazuhiko
Kazuhiko Takemoto (竹本 一彦, sinh ngày 22 tháng 11 năm 1955) là một huấn luyện viên và cựu cầu thủ bóng đá người Nhật Bản.

## Sự nghiệp Huấn luyện viên
Kazuhiko Takemoto đã dẫn dắt Yomiuri-Seiyu Beleza, Gamba Osaka và Kashiwa Reysol.